# 高追
高追，又稱追高、追涨、高價追入或高價買入，是中国大陆和香港股市評論員常用的名詞，即是投資者在某隻股票上升甚至創新高價位，還以此高價買入股票，他們可能以為股價還會再上升。 高價追入股票後果，有三個可能性：
1. 股票可能繼續上升，再創新高，令投資者獲利。
2. 股票可能從高位下跌，令投資者虧損，股票被套牢。
3. 股價牛皮，現金投資者要付上機會成本。